# Moneta plenicolor
Moneta plenicolor là một loài bướm đêm trong họ Geometridae.